# Lee Vining Canyon Scenic Byway
La Lee Vining Canyon Scenic Byway est une route du comté de Mono, en Californie, dans le sud-ouest des États-Unis. Protégée au sein de la forêt nationale d'Inyo, cette route de montagne de la Sierra Nevada est longue de 12 milles. Section touristique de la California State Route 120 constituant la partie orientale de la Tioga Road, elle permet d'atteindre depuis Lee Vining, via le canyon Lee Vining, la Tioga Pass Entrance Station, où commence le parc national de Yosemite. Elle est classée National Forest Scenic Byway.